# Nikita Cuffe
Nikita Cuffe, född 26 september 1979 i Brisbane, är en australisk vattenpolospelare. Hon deltog i den olympiska vattenpoloturneringen i Peking där Australien tog brons. Cuffe gjorde tre mål i OS-turneringen 2008. Cuffes OS-debut var fyra år tidigare i Aten där Australien kom på fjärde plats. Laget förlorade bronsmatchen år 2004 mot USA med 6–5.
Cuffe tog VM-silver i samband med världsmästerskapen i simsport 2007 i Melbourne.